# Grube Alfred

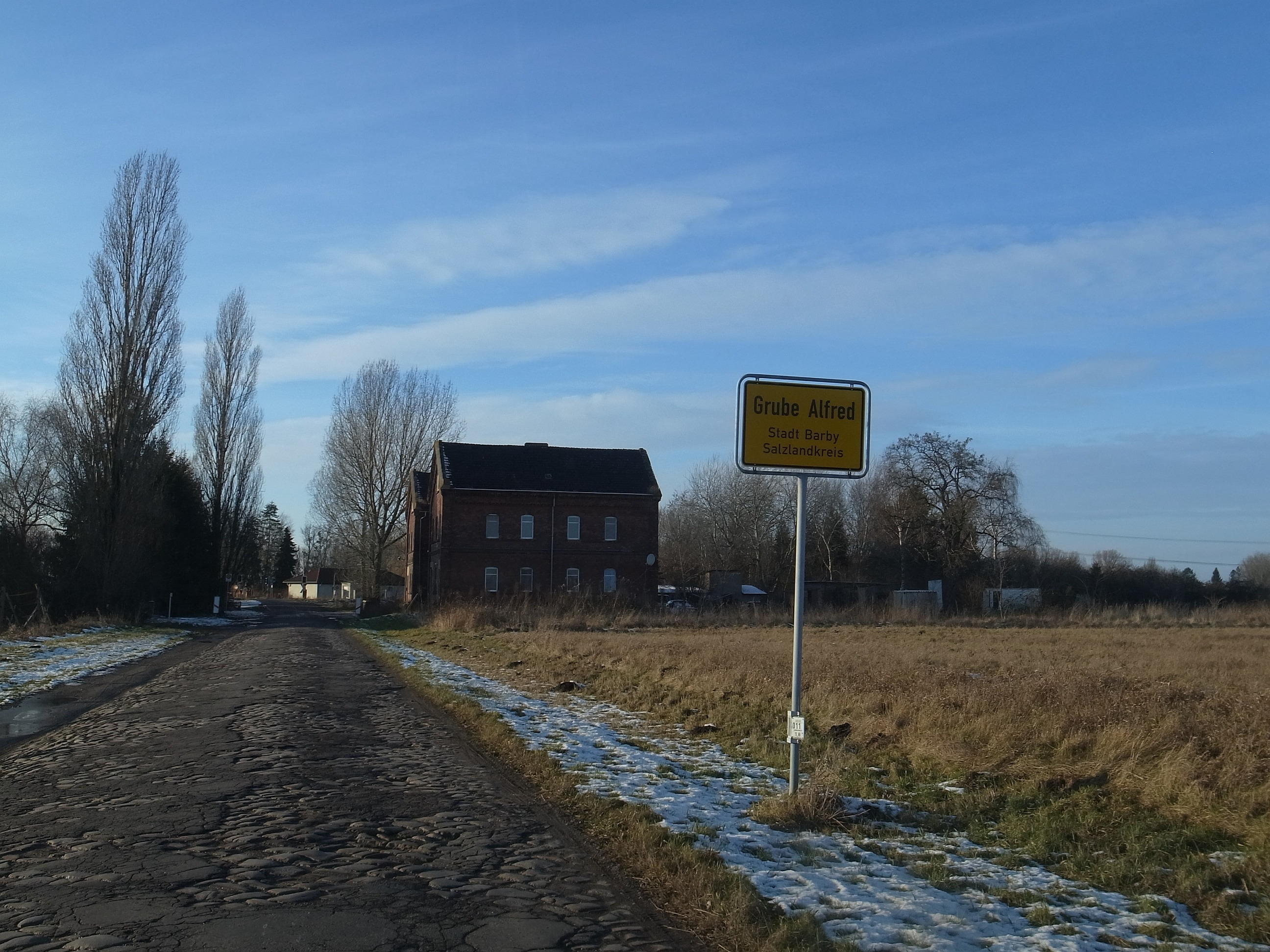
Grube Alfred

Die Grube Alfred ist ein ehemaliges, 1915 stillgelegtes Braunkohle-Bergwerk nahe Tornitz zwischen Calbe und Barby im heutigen Salzlandkreis (ehemals Landkreis Schönebeck). Die Kohle wurde untertägig gewonnen.
An den Standort der Grube Alfred erinnern heute nur noch einige Häuser und Kleingärten, die nach der Stilllegung der Grube (1914) von der angeschlossenen Bergmannssiedlung übrig blieben.

## Geschichte

### Aufbau und Betrieb
Mitte des 19. Jahrhunderts entstanden rund um Calbe mehrere Braunkohlegruben, die der Versorgung der Zuckerfabrik, der Tuchfabriken und anderer Industrie in Calbe dienten.
Die Grube Alfred wurde 1861 von der Aschersleber Bergbauunternehmerfamilie Douglas nahe der Siedlung Pichör gegründet. Unter Führung des späteren Grafen von Douglas, Hugo Sholto Oskar Georg von Douglas, wurde die Grube zu einer der bedeutendsten Braunkohle-Tiefbau-Gruben Deutschlands.
Um das Flöz, das an dieser Stelle eine Dicke von bis zu 24,3 m hat, aufzuschließen, wurde ein Schacht auf etwa 45 m abgeteuft (1882 auf 57 m vertieft). Die Bergleute fuhren über sieben Fahrten (Leitern) in die Grube ein. Vom Schacht aus wurde ein Netz von Strecken (Stollen) in den Untergrund getrieben, das sich über mehrere Kilometer erstreckte. Die Bergleute lösten die Kohle in schwerster Handarbeit mit Pickeln und Hacken. Die Kohle wurde von den Bergleuten mit Hunten zur Hauptstrecke gebracht, wo sie in eine maschinengetriebene Kettenbahn eingehängt wurden, die die Hunte zum Förderschacht zog. Im Förderturm wurden je zwei Wagen à 5 hl zu Tage gefördert und dort geleert. Zu Spitzenzeiten (um 1890) förderten mehr als 200 Bergleute in drei Schichten fast 700 t Rohbraunkohle pro Tag.
Die Gebläse für die Bewetterung und die Pumpen für die Wasserhaltung der Grube wurden mit Dampfmaschinen angetrieben. Die hierfür notwendigen vier Dampfkessel wurden mit Braunkohle aus eigener Produktion befeuert.
Von der Grube wurde die Kohle mittels einer Standseilbahn weiter zu einer grubeneigenen Brikettfabrik auf dem Kuhberg im Norden von Calbe transportiert. Von hier wurde die Rohkohle und die produzierten Presslinge mittels Fuhrwerken und Eisenbahn vertrieben.
Direkt an der Grube kreuzen sich die 1879 übergebene Berlin-Blankenheimer Eisenbahn, Teil der „Kanonenbahn“-Strecke Berlin-Nordhausen-Wetzlar-Metz. und die 1839 eröffnete Bahnstrecke Magdeburg–Leipzig der Magdeburg-Leipziger Eisenbahn-Gesellschaft.

### Stilllegung und Nachfolgenutzung
Anfang des 20. Jahrhunderts geriet die Grube in eine Krise. Die Wasserhaltung gestaltete sich immer schwieriger; es kam zu immer häufigerer und massiveren Wassereinbrüchen. Auch der Absatzerlös der Kohle ging zurück. Die Brikettfabrik der Grube stellte 1904 die Produktion ein. Zwischen 1910 und 1912 kam es zudem zu Streiks der Bergarbeiter, die die Wirtschaftlichkeit der Grube minderten. 1912 starb der Graf von Douglas und seine Erben waren nicht interessiert, die Grube zu sanieren. Der Betrieb wurde 1915 endgültig eingestellt, die 260 Bergleute wurden entlassen.
Auf dem Betriebsgelände der Brikettfabrik Alfred entstand nach deren Stilllegung eine Tierkörperverwertungsfabrik (Chemische Fabrik Calbe), die Leim, Gelatine, Tiermehl, Tierfutter und Dünger produzierte. Hieraus wurde später der VEB Gelatinewerk Calbe.
Auf dem Betriebsgelände der Grube siedelte sich nach dem Abriss der alten Gebäude und nach der Bildung der Senkungsseen (siehe unten) ein Gestüt „Seehof“ an.

## Restseen
Nach der Flutung der unterirdischen Schächte und Stollen stürzten diese nach und nach ein. Die dadurch entstehenden Tagesbrüche an der Oberfläche füllten sich mit Wasser und es bildete sich eine Gruppe von Seen, Schachtteiche oder Seehofteiche (nach dem oben genannten Pferdehof) genannt.
- Grüner Teich (eigentlich zwei Teiche, durch eine schmale Landbrücke getrennt, zusammen 25 ha)
- Erlenteich (5 ha)
- Pappelteich (2,4 ha)
- Beamtenteich (0,7 ha)

Die Teiche bilden heute einen idyllischen Naturraum, der eine reichhaltige Fauna und Flora beheimatet. Das Angeln ist mit entsprechendem Schein erlaubt, die Fischbestände beinhalten Karpfen, Schleien, Güstern, Hechte, Aale und verschiedene Weißfischarten.